# Liste des chapitres de Yawara!
Cet article est un complément de l'article sur le manga Yawara! de Naoki Urasawa. Il contient la liste des volumes et chapitres du manga.
La série est prépubliée dans le Big Comic Spirits de l'éditeur Shōgakukan du numéro 30 de l'année 1986 au numéro 38 de l'année 1993. Shōgakukan publie les chapitres sous le format tankōbon avec un total de 29 volumes du 30 avril 1987 au 29 octobre 1993,, puis en édition bunkoban avec un total de 19 volumes publiés du 17 juillet 1998 au 16 mars 1999, et en édition kanzenban avec un total de 20 volumes publiés du 27 décembre 2013 au 30 avril 2015,.

## Liste des volumes

### Édition originale
| no | Japonais          | Japonais      |
| no | Date de sortie    | ISBN          |
| -- | ----------------- | ------------- |
| 1  | 30 avril 1987     | 4-09-181341-0 |
| 2  | 29 août 1987      | 4-09-181342-9 |
| 3  | 30 novembre 1987  | 4-09-181343-7 |
| 4  | 30 janvier 1988   | 4-09-181344-5 |
| 5  | 27 avril 1988     | 4-09-181345-3 |
| 6  | 30 août 1988      | 4-09-181346-1 |
| 7  | 29 octobre 1988   | 4-09-181347-X |
| 8  | 19 décembre 1988  | 4-09-181348-8 |
| 9  | 30 mars 1989      | 4-09-181349-6 |
| 10 | 30 juin 1989      | 4-09-181350-X |
| 11 | 30 septembre 1989 | 4-09-182111-1 |
| 12 | 19 décembre 1989  | 4-09-182112-X |
| 13 | 30 mars 1990      | 4-09-182113-8 |
| 14 | 30 juin 1990      | 4-09-182114-6 |
| 15 | 30 août 1990      | 4-09-182115-4 |
| 16 | 30 octobre 1990   | 4-09-182116-2 |
| 17 | 30 mars 1991      | 4-09-182117-0 |
| 18 | 29 juin 1991      | 4-09-182118-9 |
| 19 | 30 septembre 1991 | 4-09-182119-7 |
| 20 | 17 décembre 1991  | 4-09-182120-0 |
| 21 | 30 mars 1992      | 4-09-182801-9 |
| 22 | 29 mai 1992       | 4-09-182802-7 |
| 23 | 30 juin 1992      | 4-09-182803-5 |
| 24 | 30 octobre 1992   | 4-09-182804-3 |
| 25 | 30 mars 1993      | 4-09-182805-1 |
| 26 | 28 avril 1993     | 4-09-182806-X |
| 27 | 30 juin 1993      | 4-09-182807-8 |
| 28 | 30 septembre 1993 | 4-09-182808-6 |
| 29 | 29 octobre 1993   | 4-09-182809-4 |

### Édition bunkoban
| no | Japonais          | Japonais      |
| no | Date de sortie    | ISBN          |
| -- | ----------------- | ------------- |
| 1  | 17 juillet 1998   | 4-09-192281-3 |
| 2  | 17 juillet 1998   | 4-09-192282-1 |
| 3  | 8 août 1998       | 4-09-192283-X |
| 4  | 8 août 1998       | 4-09-192284-8 |
| 5  | 17 septembre 1998 | 4-09-192285-6 |
| 6  | 17 septembre 1998 | 4-09-192286-4 |
| 7  | 17 octobre 1998   | 4-09-192287-2 |
| 8  | 17 octobre 1998   | 4-09-192288-0 |
| 9  | 17 novembre 1998  | 4-09-192289-9 |
| 10 | 17 novembre 1998  | 4-09-181350-X |
| 11 | 12 décembre 1998  | 4-09-192291-0 |
| 12 | 12 décembre 1998  | 4-09-192292-9 |
| 13 | 16 janvier 1999   | 4-09-192293-7 |
| 14 | 16 janvier 1999   | 4-09-192294-5 |
| 15 | 17 février 1999   | 4-09-192295-3 |
| 16 | 17 février 1999   | 4-09-192296-1 |
| 17 | 16 mars 1999      | 4-09-192297-X |
| 18 | 16 mars 1999      | 4-09-192298-8 |
| 19 | 16 mars 1999      | 4-09-192299-6 |

### Édition kanzenban (Deluxe)

#### Volumes 1 à 10
| no | Japonais         | Japonais          | Français          | Français          |
| no | Date de sortie   | ISBN              | Date de sortie    | ISBN              |
| --- | ---------------- | ----------------- | ----------------- | ----------------- |
| 1 | 27 décembre 2013 | 978-4-09-185770-5 | 25 septembre 2020 | 978-2-5050-8495-2 |
| Extra : Le tome 1 (ISBN 978-4-09-159171-5) est sorti en édition limitée au Japon contenant un DVD.Liste des chapitres : - Vol. 1 : La jeune lauréate du Grand Prix de la nation - Vol. 2 : Ude-hishigi-juji-gatame de l'amour - Vol. 3 : Rivale, malgré tout - Vol. 4 : Tenue de fête, coup d'œil indiscret et tomoe-nage - Vol. 5 : Le complot de grand-père - Vol. 6 : Le premier vrai match de Yawara - Vol. 7 : Et les soldes, alors ?! - Vol. 8 : La botte secrète de la résurrection - Vol. 9 : Hanazono est tombé amoureux - Vol. 10 : Rivalité déclarée - Vol. 11 : La découverte d'un bel amour - Vol. 12 : On en pince pour Yawara - Vol. 13 : L'imagination débordante de grand-père - Vol. 14 : Je suis la seule à le voir - Vol. 15 : Les chaudes larmes de Yawara - Vol. 16 : Finalement seule |                  |                   |                   |                   |
| 2 | 27 décembre 2013 | 978-4-09-185777-4 | 4 décembre 2020   | 978-2-5050-8496-9 |
| Liste des chapitres : - Vol. 1 : Je fais un match ! - Vol. 2 : Pardon, grand-père - Vol. 3 : Papa et maman - Vol. 4 : Ben alors, Yawara ?! - Vol. 5 : Que s'est-il passé au moment critique ?! - Vol. 6 : Superstar - Vol. 7 : Fièvre au lycée Musashiyama - Vol. 8 : S'il te plait, Yawara !! - Vol. 9 : Règle-lui son compte - Vol. 10 : Le club de judo métamorphosé ?! - Vol. 11 : Les sentiments de Yawara - Vol. 12 : Une annonce importante - Vol. 13 : Matsuda vs Kazamatsuri - Vol. 14 : Deuxième rendez-vous amoureux - Vol. 15 : Il faut le faire ? - Vol. 16 : À titre exceptionnel |                  |                   |                   |                   |
| 3 | 30 janvier 2014  | 978-4-09-185778-1 | 19 février 2021   | 978-2-5050-8649-9 |
| Extra : Le tome 3 (ISBN 978-4-09-159179-1) est sorti en édition limitée au Japon contenant un DVD.Liste des chapitres : - Vol. 1 : Veille de match - Vol. 2 : Double match - Vol. 3 : Premier match officiel !! - Vol. 4 : Hanazono réintègre l'équipe ?! - Vol. 5 : La tête ailleurs - Vol. 6 : Ne me faites pas languir !! - Vol. 7 : Rivale amoureuse - Vol. 8 : Un dénouement très bref - Vol. 9 : Hanazono, fais de ton mieux !! - Vol. 10 : Les larmes de la victoire - Vol. 11 : Conseil d'orientation - Vol. 12 : Une grande athlète au Japon - Vol. 13 : Une invitée imposante - Vol. 14 : Je vais échouer !! - Vol. 15 : La classe mondiale !! - Vol. 16 : Un scoop manqué !! |                  |                   |                   |                   |
| 4 | 30 janvier 2014  | 978-4-09-185779-8 | 23 avril 2021     | 978-2-5050-8650-5 |
| Liste des chapitres : - Vol. 1 : Au revoir, Jody !! - Vol. 2 : Agenda bien rempli - Vol. 3 : Everything O.K. !! - Vol. 4 : Un séduisant professeur particulier - Vol. 5 : La riposte de Mlle Sayaka - Vol. 6 : Déclaration de guerre - Vol. 7 : Pronostic déjoué - Vol. 8 : Le 31 décembre - Vol. 9 : Un premier de l'an chargé - Vol. 10 : Fête de nouvelle année chez les Honami - Vol. 11 : Une lettre du Canada - Vol. 12 : Et voici Kuniko !! - Vol. 13 : Alors que j'aime M. Kazamatsuri - Vol. 14 : C'est toujours pareil... - Vol. 15 : Un examen d'entrée bien triste - Vol. 16 : Sentiments vacillants |                  |                   |                   |                   |
| 5 | 28 février 2014  | 978-4-09-185780-4 | 9 juillet 2021    | 978-2-5050-8651-2 |
| Extra : Le tome 5 (ISBN 978-4-09-159184-5) est sorti en édition limitée au Japon contenant un DVD.Liste des chapitres : - Vol. 1 : Les résultats ! - Vol. 2 : Le diner de tous les dangers - Vol. 3 : La contre-attaque de Jigorô - Vol. 4 : Des larmes pour les adieux au lycée - Vol. 5 : Eternelles rivales ?! - Vol. 6 : Mener une vie d'étudiante - Vol. 7 : Super shot ?! - Vol. 8 : Le secret de Fujiko - Vol. 9 : J'ai trouvé un petit boulot !! - Vol. 10 : Sayaka a de la ressource !! - Vol. 11 : Première soirée en discothèque !! - Vol. 12 : Voilà Tamaranch !! - Vol. 13 : Franchement, le judo... - Vol. 14 : Les pointes ensanglantées - Vol. 15 : Je vais le faire - Vol. 16 : Un pas vers Séoul                                                                                           |                  |                   |                   |                   |
| 6 | 28 février 2014  | 978-4-09-185784-2 | 12 novembre 2021  | 978-2-5050-8652-9 |
| Liste des chapitres : - Vol. 1 : Quel vol plané !! - Vol. 2 : La ténacité de Sayaka - Vol. 3 : Je veux revoir ça ! - Vol. 4 : Le meilleur est à venir - Vol. 5 : Une fille incroyable est arrivée ! - Vol. 6 : Retrouvailles entre rivales - Vol. 7 : La vedette du stage - Vol. 8 : Lorsque les Jeux olympiques seront finis - Vol. 9 : Une grande banderole - Vol. 10 : Les Jeux olympiques de Séoul - Vol. 11 : Escarmouches d'avant-postes en toutes catégories - Vol. 12 : Sayaka Honami ! Attention, danger ! - Vol. 13 : La promesse de Sayaka - Vol. 14 : Prise secrète éclair - Vol. 15 : Les quatre étoiles de Séoul - Vol. 16 : Des demi-finales très attendues |                  |                   |                   |                   |
| 7 | 28 mars 2014     | 978-4-09-185785-9 | 21 janvier 2022   | 978-2-5050-8653-6 |
| Liste des chapitres : - Vol. 1 : Kojirô, le père - Vol. 2 : New Queen - Vol. 3 : Pour affronter Yawara - Vol. 4 : La riposte de Jody - Vol. 5 : La colère de Yawara - Vol. 6 : Yawara Inokuma ne plaisante plus ! - Vol. 7 : La technique secrète de Tereshkova - Vol. 8 : Au bord du gouffre - Vol. 9 : Regarde bien, Jody ! - Vol. 10 : Incroyable ! Le match du siècle - Vol. 11 : Petite imbécile !! - Vol. 12 : Interview exclusive - Vol. 13 : Dans 4 ans, à Barcelone - Vol. 14 : À chacun ses résolutions - Vol. 15 : Le plan secret de Fujiko - Vol. 16 : Un nouveau club |                  |                   |                   |                   |
| 8 | 30 avril 2014    | 978-4-09-185789-7 | 15 avril 2022     | 978-2-5050-8654-3 |
| Liste des chapitres : - Vol. 1 : Un nouveau membre pas ordinaire - Vol. 2 : La fille au cœur brisé - Vol. 3 : Félicitations, Jody !! - Vol. 4 : L'ultime ippon-seoi-nage ?! - Vol. 5 : C'est trop dur pour nous ?! - Vol. 6 : Le club de judo le plus faible du Japon - Vol. 7 : Fujoko Itô ! Refus catégorique ! - Vol. 8 : J'y vais ou j'y vais pas ? - Vol. 9 : Une prise et une seule - Vol. 10 : Fujiko, enfin ! - Vol. 11 : Coup spécial du "Lac des Cygnes" - Vol. 12 : Le chant du cygne - Vol. 13 : Et voilà la déesse de la victoire ! - Vol. 14 : C'est toi, le capitaine - Vol. 15 : Encore une fois... - Vol. 16 : Tout le monde veut vaincre Yawara |                  |                   |                   |                   |
| 9 | 30 mai 2014      | 978-4-09-185790-3 | 8 juillet 2022    | 978-2-5050-8655-0 |
| Liste des chapitres : - Vol. 1 : Fujiko et Kojirô - Vol. 2 : Rien ne vaut la confiance en soi - Vol. 3 : Le festival des étudiantes - Vol. 4 : Le mur - Vol. 5 : Inokuma Magic - Vol. 6 : Parents sous le choc !! - Vol. 7 : Fujiko vs Tôdô - Vol. 8 : Kyonkyon entre en scène - Vol. 9 : Kyonkyon va très bien - Vol. 10 : Fujiko vs Sayaka - Vol. 11 : Serre les dents, Fujiko !! - Vol. 12 : Le cri de Fujiko - Vol. 13 : Réunion stratégique sur la prise spéciale - Vol. 14 : Les limites des ceintures blanches - Vol. 15 : Duel à cinq contre une - Vol. 16 : Élastique de caleçon contre brin de thé |                  |                   |                   |                   |
| 10 | 30 juin 2014     | 978-4-09-185800-9 | 25 novembre 2022  | 978-2-5050-8656-7 |
| Liste des chapitres : - Vol. 1 : Deux feuilles de thé - Vol. 2 : Je ne regrette pas de pratiquer le judo - Vol. 3 : Ce que je veux faire... - Vol. 4 : Rêve triangulaire - Vol. 5 : Judo VS Emploi - Vol. 6 : Du nouveau sur le front de l'emploi - Vol. 7 : Là, ça m'a énervée - Vol. 8 : On s'arrache Yawara - Vol. 9 : Affronter le stress - Vol. 10 : Casse-Noisette - Vol. 11 : La difficile route vers la Yougoslavie - Vol. 12 : La résurrection du cygne - Vol. 13 : Ippon-seoi-nage avec le sourire - Vol. 14 : Mon adversaire est un peu bizarre ?! - Vol. 15 : Pas les premiers rôles - Vol. 16 : Fête de victoire et de consolation - Vol. 17 : Il n'est pas trop tard ?! |                  |                   |                   |                   |

#### Volumes 11 à 20
| no | Japonais          | Japonais          | Français        | Français          |
| no | Date de sortie    | ISBN              | Date de sortie  | ISBN              |
| --- | ----------------- | ----------------- | --------------- | ----------------- |
| 11 | 30 juillet 2014   | 978-4-09-185807-8 | 10 février 2023 | 978-2-5050-8657-4 |
| Liste des chapitres : - Vol. 1 : Le retour de Jody - Vol. 2 : Fujiko, la réserviste - Vol. 3 : Le défi lancé par Tereshkova - Vol. 4 : Un faible pour Matsuda ? - Vol. 5 : Battre le chaud et le froid ?! - Vol. 6 : Je n'ai jamais ressenti ça auparavant - Vol. 7 : La conspiration malicieuse de Jigorô - Vol. 8 : Pourquoi ai-je aussi peur ?! - Vol. 9 : Doute et anxiété - Vol. 10 : La grand retournement - Vol. 11 : Choc de grande méforme - Vol. 12 : La revanche du chauffeur ?! - Vol. 13 : L'offensive de Fujiko - Vol. 14 : Un match très, très disputé - Vol. 15 : O-uchi-gari VS ura-nage - Vol. 16 : Le grand choc - Vol. 17 : Le sauveur est là !                                                              |                   |                   |                 |                   |
| 12 | 29 août 2014      | 978-4-09-185808-5 | 28 avril 2023   | 978-2-5050-8658-1 |
| Liste des chapitres : - Vol. 1 : Invincibilité légendaire - Vol. 2 : Yougoslavie, le beau temps après la pluie - Vol. 3 : Au revoir, la Yougoslavie - Vol. 4 : Tout vient à point à qui sait attendre - Vol. 5 : La stratégie gagnante des filles de Mitsuba - Vol. 6 : Le complot dévoilé !! - Vol. 7 : Match aux points - Vol. 8 : La détermination de Kyokyon - Vol. 9 : Kyonkyon, au péril de sa vie - Vol. 10 : Vêtements taille XL - Vol. 11 : Fujiko hyper tendue - Vol. 12 : Les mots doux de Kaoru - Vol. 13 : Un encouragement inattendu - Vol. 14 : Gagne ! - Vol. 15 : La grande annonce - Vol. 16 : Diplôme - Vol. 17 : Le défi !!                                                                                  |                   |                   |                 |                   |
| 13 | 30 septembre 2014 | 978-4-09-185809-2 | 13 juillet 2023 | 978-2-5050-8659-8 |
| Liste des chapitres : - Vol. 1 : L'attitude risquée de Kazamatsuri - Vol. 2 : Yawara Inokuma, office lady !! - Vol. 3 : Première mission pour la championne du monde - Vol. 4 : Le 22 avril - Vol. 5 : Shinnosuke prend une grande décision - Vol. 6 : Le licenciement de Hagoromo - Vol. 7 : La grande décision du président - Vol. 8 : Le coup de fil d'un fan - Vol. 9 : Une tête qui ne tient qu'à un fil - Vol. 10 : La longue route vers le Budôkan - Vol. 11 : Le retour de la reine ?! - Vol. 12 : Le téléphone portable dans l'étang - Vol. 13 : On est en direct, là ?! - Vol. 14 : La contre-attaque de Hagoromo - Vol. 15 : Arme secrète - Vol. 16 : Le trône de la reine - Vol. 17 : La fausse dent sur les tatamis |                   |                   |                 |                   |
| 14 | 30 octobre 2014   | 978-4-09-185810-8 | 20 octobre 2023 | 978-2-5050-8660-4 |
| Liste des chapitres : - Vol. 1 : Une motivation sans pareille - Vol. 2 : Uchi-mata par ténacité - Vol. 3 : Je me suis envolée ! - Vol. 4 : Venu du Nord - Vol. 5 : Mauvaise humeur, bon sentiment - Vol. 6 : Tu veux dormir ici ?! - Vol. 7 : Il a fallu que ça tombe sur Hanazono ?! - Vol. 8 : Honteux ! - Vol. 9 : Oh ! Le quiproquo ! - Vol. 10 : Chez un homme, il faut de l'énergie !! - Vol. 11 : Titulaire - Vol. 12 : Les soucis de Hanazono - Vol. 13 : L'amour triomphe - Vol. 14 : I Love You - Vol. 15 : Le célèbre coach X - Vol. 16 : Cours, Fujiko !! - Vol. 17 : Arrivera-t-elle à temps ?! |                   |                   |                 |                   |
| 15 | 28 novembre 2014  | 978-4-09-185813-9 | 19 janvier 2024 | 978-2-5050-8661-1 |
| Liste des chapitres : - Vol. 1 : Serre les dents !! - Vol. 2 : En chasse - Vol. 3 : Tu dois t'accrocher - Vol. 4 : Mon champion - Vol. 5 : Fujiko dans le doute - Vol. 6 : Retard... - Vol. 7 : Tu aimes les enfants ? - Vol. 8 : À Shizuoka... - Vol. 9 : Comme une criminelle - Vol. 10 : Vivent les mariés - Vol. 11 : Dear Jody - Vol. 12 : Provocation en duel en direct de la grande propriété - Vol. 13 : Papa !! - Vol. 14 : Anomalie au championnat national par catégorie - Vol. 15 : Le vrai niveau de Sayaka - Vol. 16 : Ne lui dis pas - Vol. 17 : Des championnats du monde privés de leur héroïne |                   |                   |                 |                   |
| 16 | 26 décembre 2014  | 978-4-09-185814-6 | 19 avril 2024   | 978-2-5050-8662-8 |
| Liste des chapitres : - Vol. 1 : L'avènement d'une nouvelle reine !! - Vol. 2 : C'est pas facile, hein ? - Vol. 3 : La parade, crévindiou !! - Vol. 4 : Je suis maman !! - Vol. 5 : Ça me regarde aussi - Vol. 6 : Mais quel imbécile ! - Vol. 7 : Réveillon de Noël - Vol. 8 : Le plus beau des cadeaux - Vol. 9 : Yawara, le retour !! - Vol. 10 : Yawara ! En route vers Barcelone - Vol. 11 : Entraînement secret - Vol. 12 : Juste une fois, crévindiou !! - Vol. 13 : La mélancolie de Tereshkova - Vol. 14 : Une présence terrifiante - Vol. 15 : Les fruits d'un entraînement spécial - Vol. 16 : Duel familial - Vol. 17 : Combattre de toutes ses forces                                                               |                   |                   |                 |                   |
| 17 | 30 janvier 2015   | 978-4-09-185815-3 | 12 juillet 2024 | 978-2-5050-8663-5 |
| Liste des chapitres : - Vol. 1 : Veille de match ! - Vol. 2 : Déterminée - Vol. 3 : Barcelone, un rêve à atteindre - Vol. 4 : Les mères sont prêtes à tout ! - Vol. 5 : Plus que deux !! - Vol. 6 : Le retour du père ?! - Vol. 7 : Plus motivée que jamais !! - Vol. 8 : Statu quo - Vol. 9 : Tu dois aller à Barcelone !! - Vol. 10 : Début du match !! - Vol. 11 : La botte secrète de Sayaka - Vol. 12 : Au boulot, Sushi Sei !! - Vol. 13 : Plus rien à faire ?! - Vol. 14 : Jusqu'au bout du bout - Vol. 15 : Victorieuses et vaincue - Vol. 16 : Direction Barcelone !! - Vol. 17 : Les Jeux olympiques !! |                   |                   |                 |                   |
| 18 | 27 février 2015   | 978-4-09-185817-7 | 18 octobre 2024 | 978-2-5050-8664-2 |
| Liste des chapitres : - Vol. 1 : Un mur à franchir - Vol. 2 : Les J.O. de Yuki Tôdô - Vol. 3 : Quelqu'un qui veille sur moi - Vol. 4 : Peu importe l'adversaire - Vol. 5 : Pour ne pas avoir de regrets !! - Vol. 6 : Pas une habituée des premiers prix - Vol. 7 : Objectif : médaille de bronze - Vol. 8 : Accroche-toi, maman !! - Vol. 9 : Fujiko, le dernier match - Vol. 10 : Qu'attend-elle pour faire un ippon ?! - Vol. 11 : Ce n'est pas le premier prix mais… - Vol. 12 : Kazamatsuri, le choix de toute une vie - Vol. 13 : Sois courageux - Vol. 14 : Facile à dire mais… - Vol. 15 : Des espoirs de médaille d'or - Vol. 16 : Une nouvelle rivale - Vol. 17 : Duel d'ippon-seoi                                    |                   |                   |                 |                   |
| 19 | 30 mars 2015      | 978-4-09-185818-4 | 14 février 2025 | 978-2-5050-8665-9 |
| Liste des chapitres : - Vol. 1 : Je dois me concentrer !! - Vol. 2 : La porte-bonheur de Yawara - Vol. 3 : Reste championne - Vol. 4 : Le journaliste sur les toits - Vol. 5 : Pas question que je lâche !! - Vol. 6 : 50-50 - Vol. 7 : La difficile route vers la médaille d'or - Vol. 8 : Le poids d'un waza-ari - Vol. 9 : À qui la médaille d'or ?! - Vol. 10 : Père et fille - Vol. 11 : Hôtel Salvador - Vol. 12 : Douches froides - Vol. 13 : Assumez !! - Vol. 14 : Je vais très bien !! - Vol. 15 : Bam ! Un grand coup ! - Vol. 16 : De toutes mes forces !! - Vol. 17 : Des adversaires de taille !! |                   |                   |                 |                   |
| 20 | 30 avril 2015     | 978-4-09-185819-1 | 28 mars 2025    | 978-2-5050-8666-6 |
| Liste des chapitres : - Vol. 1 : Allez, le lycée Musashiyama !! - Vol. 2 : L'adversaire de la demi-finale - Vol. 3 : Monsieur Matsuda… - Vol. 4 : Yuko contre Yuko - Vol. 5 : La mécanique de précision se dérègle - Vol. 6 : Botte secrète !! - Vol. 7 : Il était temps !! - Vol. 8 : Allez ! - Vol. 9 : Jody, tiens-toi prête !! - Vol. 10 : Le vrai niveau de Jody - Vol. 11 : À un cheveux !! - Vol. 12 : Un match historique - Vol. 13 : Standing ovation - Vol. 14 : L'été du judo - Vol. 15 : Un revirement soudain !! - Vol. 16 : Le jour de la cérémonie - Dernier chapitre : Depuis toujours… |                   |                   |                 |                   |

### Sources
1. ↑  (ja) « ＹＡＷＡＲＡ！　完全版 Ver. 1 », sur Shōgakukan (consulté le 28 mars 2022)
2. ↑  (ja) « ＹＡＷＡＲＡ！　完全版 Ver. 29 », sur Shōgakukan (consulté le 28 mars 2022)
3. ↑  (ja) « YAWARA! 1 », sur Shōgakukan (consulté le 28 mars 2022)
4. ↑  (ja) « YAWARA! 19 », sur Shōgakukan (consulté le 28 mars 2022)
5. ↑  (ja) « ＹＡＷＡＲＡ！　完全版　１ », sur Shōgakukan (consulté le 28 mars 2022)
6. ↑  (ja) « ＹＡＷＡＲＡ！　完全版　２０ », sur Shōgakukan (consulté le 28 mars 2022)

### Œuvres
Édition japonaise
YAWARA!
1. 1 2  Tome 1
2. 1 2  Tome 2
3. 1 2  Tome 3
4. 1 2  Tome 4
5. 1 2  Tome 5
6. 1 2  Tome 6
7. 1 2  Tome 7
8. 1 2  Tome 8
9. 1 2  Tome 9
10. 1 2  Tome 10
11. 1 2  Tome 11
12. 1 2  Tome 12
13. 1 2  Tome 13
14. 1 2  Tome 14
15. 1 2  Tome 15
16. 1 2  Tome 16
17. 1 2  Tome 17
18. 1 2  Tome 18
19. 1 2  Tome 19
20. 1 2  Tome 20
21. 1 2  Tome 21
22. 1 2  Tome 22
23. 1 2  Tome 23
24. 1 2  Tome 24
25. 1 2  Tome 25
26. 1 2  Tome 26
27. 1 2  Tome 27
28. 1 2  Tome 28
29. 1 2  Tome 29

YAWARA! Bunkoban
1. 1 2  Tome 1
2. 1 2  Tome 2
3. 1 2  Tome 3
4. 1 2  Tome 4
5. 1 2  Tome 5
6. 1 2  Tome 6
7. 1 2  Tome 7
8. 1 2  Tome 8
9. 1 2  Tome 9
10. 1 2  Tome 10
11. 1 2  Tome 11
12. 1 2  Tome 12
13. 1 2  Tome 13
14. 1 2  Tome 14
15. 1 2  Tome 15
16. 1 2  Tome 16
17. 1 2  Tome 17
18. 1 2  Tome 18
19. 1 2  Tome 19

YAWARA! Kanzenban
1. 1 2  Tome 1
2. ↑  Tome 1 Édition limitée
3. 1 2  Tome 2
4. 1 2  Tome 3
5. ↑  Tome 3 Édition limitée
6. 1 2  Tome 4
7. 1 2  Tome 5
8. ↑  Tome 5 Édition limitée
9. 1 2  Tome 6
10. 1 2  Tome 7
11. 1 2  Tome 8
12. 1 2  Tome 9
13. 1 2  Tome 10
14. 1 2  Tome 11
15. 1 2  Tome 12
16. 1 2  Tome 13
17. 1 2  Tome 14
18. 1 2  Tome 15
19. 1 2  Tome 16
20. 1 2  Tome 17
21. 1 2  Tome 18
22. 1 2  Tome 19
23. 1 2  Tome 20

Édition française
YAWARA! Édition Deluxe
1. 1 2  Tome 1
2. 1 2  Tome 2
3. 1 2  Tome 3
4. 1 2  Tome 4
5. 1 2  Tome 5
6. 1 2  Tome 6
7. 1 2  Tome 7
8. 1 2  Tome 8
9. 1 2  Tome 9
10. 1 2  Tome 10
11. 1 2  Tome 11
12. 1 2  Tome 12
13. 1 2  Tome 13
14. 1 2  Tome 14
15. 1 2  Tome 15
16. 1 2  Tome 16
17. 1 2  Tome 17
18. 1 2  Tome 18
19. 1 2  Tome 19
20. 1 2  Tome 20